# 蔡育土
蔡育土（？—？），浙江台州玉环芦浦小沙头人，中国共产党人物。

## 生平
1929年，蔡育土与叶勉秀抵达海山岛，进行民运工作，并介绍郑贤标等人加入中国共产党，成立海山党支部。1930年2月下旬，中央巡视员金贯真抵达玉环楚门、清港等地，成立中共楚门区委，金国祥兼任书记。之后中共芦岙区委、中共盐盘区委相继成立，分别由蔡育土、张显章担任书记。三个区委成立后，金国祥返回温州，和胡公冕一起到永嘉组织武装。同年3月，温岭玉环两地的游击队合并成立坞根游击大队:19。
1930年6月18日至22日，金国祥代表玉环出席浙南第三次党代会大会，会后他陪同杨敬燮回玉环，召开全县党员代表大会，选举成立中共玉环县委。金国祥兼任县委书记，蔡育土、任高铭、张显章、杨则益为委员，领导县境3个区委与18个党支部:6。中共玉环县委成立后，金国祥即赴上海汇报工作。县委日常工作由蔡育土等委员负责。6月28日，应保寿、蔡育土率40余名游击队员到深浦，捉拿不久前向楚门国军告密而使深浦游击队一队员牺牲的副村长杨成涛和於贻谋。因杨成涛、於贻谋潜逃，游击队员就烧毁其房屋。同年，中华民国国军对温州、台州的中国工农红军第十三军进行镇压，并追缴蔡育土，之后逮捕关押在玉环监狱，不久转移到宁波特别厅、杭州松木场、温州第四监狱，之后蔡育土被判十五年徒刑。1936年大赦出狱。